# مهدی اعرجی
سید مهدی بن سید راضی حسینی اعرجی بغدادی از خطیبان شیعه است. در سال ۱۳۲۲ ه‍.ق در نجف متولد شد. وی نزد سید رضا هندی و قاسم حلّی، دروس عربی و عروض و خطابه را گذراند. بدیهه‌سرایی می‌دانست و در آن توانا بود. از آثارش ارجوزه در نسب آل اعرجی است. در سی و هفت سالگی در فرات غرق شد.